# Vigilia Internacional en Memoria de las Víctimas del Sida
La Vigilia Internacional en Memoria de las Víctimas del sida (en inglés: International Candlelight Vigil Memorial), es un programa del Consejo Global de Salud bajo el nombre de International Candlelight AIDS Memorial, que promueve la intervención de comunidades y personas de todo el mundo en actividades relacionadas con la lucha contra el sida mediante su participación en una vigilia mundial que se realiza el tercer domingo de mayo y es conducido por los coordinadores voluntarios por todo el mundo. En 2006, sobre 900 coordinadores llevaron a cabo el evento en 110 países, siendo visitados por más de diez de millones de personas.
Es una de las campañas más grandes y más antiguas de movilización de los pueblos para el conocimiento de sida en el mundo.La primera Vigilia Internacional en memoria y solidaridad con las personas afectadas por el VIH, se llevó a cabo el 2 de mayo de 1983 en Nueva York y San Francisco. Los organizadores deseaban honrar el recuerdo de aquellas personas que habían fallecido debido a esta "misteriosa" enfermedad y brindar su apoyo a aquellos vivían con sida y a sus familias. Diversas organizaciones se unen cada año en esta campaña para recordar a las víctimas del sida y tratar de concienciar a la sociedad. 

## Objetivos y transcendencia

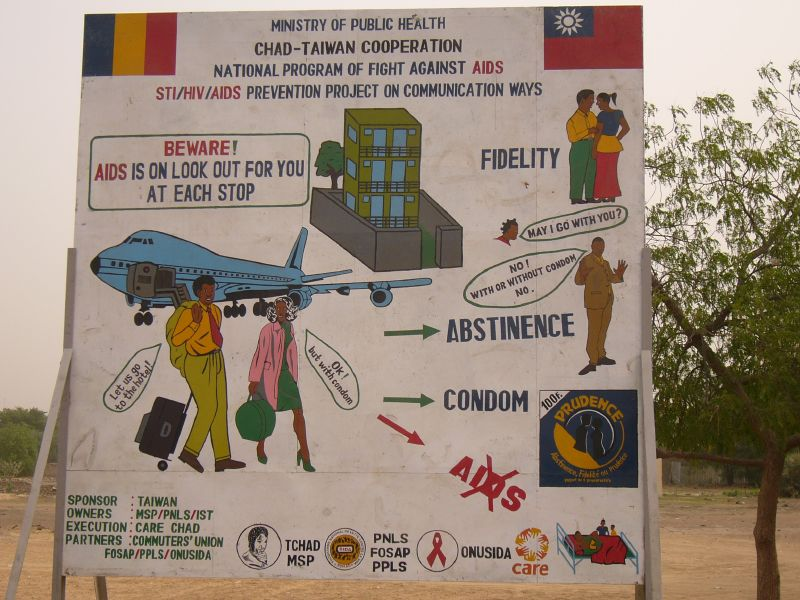
En aquellos lugares donde la cultura o la religión convierte al sida en un tema tabú, este evento permite entablar un debate y enseñar como prevenir y tratar la enfermedad.

El objetivo principal es recordar a las personas que fallecieron por causas relacionadas con el VIH , además de destruir el estigma que se generó en torno a esta infección. Además se trata de educar, implicar, concienciar y sensibilizar a la sociedad y crear un diálogo con la comunidad sobre la prevención, el cuidado y el tratamiento para la infección. Además se logra unir a los profesionales y estudiantes con otras organizaciones y profesionales del mismo campo. Además el acontecimiento crea un sentido de la solidaridad global y genera expectación a nivel mundial. 
En muchos países subdesarrollados la educación y las infraestructuras que puede atraer este evento ayudan mucho a la comunidad. Además en aquellos lugares donde la cultura o la religión convierte al sida en un tema tabú, este evento permite entablar un debate y enseñar como prevenir y tratar la enfermedad. Por ello numerosas organizaciones se unen todos los años al proyecto.
Por otro lado, en otros países este evento se utiliza como propaganda política o religiosa falseándose el verdadero sentido del evento. Las relaciones que esta campaña presenta con actividades gubernamentales y de fe le ha llevado en algunas ocasiones a recibir críticas por parte de ciertos segmentos sociales y otras organizaciones no gubernamentales.

## Cómo se lleva a término
La campaña de trabajo para realizar el evento comienza oficialmente cada día 1 de diciembre y finaliza con la celebración del mismo el tercer domingo de mayo. En diciembre, el Consejo Global de la Salud revela el lema y el cartel para el evento, y los seis meses restantes trabaja con sus asociados para promover el acontecimiento: coordinadores que reclutan voluntarios alrededor del mundo y los dirigen para llevar a cabo sus eventos. Después en mayo los coordinadores describen el informe final de qué sucedió en los acontecimientos para que el consejo publique su propio informe anual.

## Colaboración como coordinador

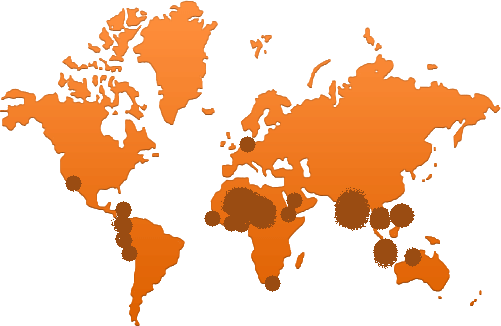
Mapa de colaboradores en 2007.

Cualquier persona o institución puede ser coordinador. Los coordinadores representan a grupo diverso de miembros de la comunidad incluyendo doctores, enfermeras, estudiantes, profesores, investigadores, gente del negocio, líderes de la fe, empresarios, políticos, etc. También aquellos que representen diversidad de organizaciones (ONGs), incluyendo instalaciones de cuidado de la salud, fundaciones, universidades, de caridad, negocios, gobiernos, grupos religiosos y organizaciones privadas. 
Una vez que admitido, el Consejo Global de Salud envía los paquetes a los coordinadores que incluyen el manual del coordinador, los carteles, y la otra información para asistirte y a tu equipo en planear los acontecimientos. 
Los eventos pueden también llevarse a cabo de muchas formas, desde una reunión de estudiantes a una movilización de millones de personas. Los coordinadores han llevado a cabo eventos en campos, parques, edificios de fe, universidades, etc. Coordinar un evento requiere a menudo la construcción de un equipo de ayudantes para dividir el trabajo en la fabricación de un plan que quepa a tu comunidad, encontrando recursos, actividades, cobertura, comercialización y llamada de medios de comunicación y la movilización de la comunidad.

## Eslóganes de las vigilias
- 2003 - XX Vigilia internacional: "Recordando la causa, renovando el compromiso"
- 2004 - XXI Vigilia internacional: "De la recordación a la acción"
- 2005 - XXII Vigilia internacional: "Transformando el recuerdo en acción"
- 2006 - XXIII Vigilia internacional: "Iluminando el camino para un futuro más brillante"
- 2007 - XIV Vigilia internacional: "Enseñar el camino a un mundo sin sida"
- 2009 - XV Vigilia Internacional: "Juntos somos la Solución"´´
- 2010 - XVI vigilia Internacional: "Muchas Luces por los Derechos Humanos"